# 宮崎省吾
宮崎 省吾（みやざき しょうご、1938年1月19日 - ）は、日本の市民運動家、貿易商。国鉄横浜新貨物線反対同盟連合協議会事務局長などとして、住民運動を展開した。

## 人物・経歴
東京出身。1961年一橋大学社会学部卒業。大学在学中川岸近衛、平尾光司、飯沼健真、酒井武史らと学生運動に参加。政治学岡義達ゼミ出身。大学卒業後は総合商社や、貿易会社勤務を経て、貿易商人となり、貨物線反対運動に参加。1966年国鉄横浜新貨物線反対同盟連合協議会事務局長に就任。独自の住民運動を展開した。

## 著書
- 『いま、「公共性」を撃つ : 「ドキュメント」横浜新貨物線反対運動』新泉社 1975年（復刻版 創土社 2005年）